# أوين جونز (سياسي)
أوين جونز (بالإنجليزية: Owen Jones)‏ (و. 1889 – 1964 م) هو سياسي، من كندا، توفي عن عمر يناهز 75 عاماً.

## مناصب
تولى منصب عضو مجلس العموم الكندي.